# Carlos Gomes Júnior
Carlos Domingos Gomes Júnior (Bolama, 19 dicembre 1949) è un politico guineense.
È stato Primo ministro della Guinea-Bissau per due mandati: dal 10 maggio 2004 al 2 novembre 2005 e dal 2 gennaio 2009 al 10 febbraio 2012. È stato anche Presidente del Partito Africano per l'Indipendenza della Guinea e di Capo Verde (PAIGC) dal 2002 ed è conosciuto da tutti come "Cadogo".